# Жульєн Лізеру
Жульєн Лізеру (фр. Julien Lizeroux) — французький гірськолижник, що спеціалізується в технічних дисциплінах,  чемпіон світу та призер світових першостей.
Золоту медаль світового чемпіона Лізеру здобув на чемпіонаті 2017 року в командних змаганнях.
Станом на лютий 2019 року Лізеру має 3 перемоги на етапах кубку світу, всі в слаломі. Загалом він 9 разів підіймався на п'єдестал пошани, сім разів у слаломі, раз у гігантському слаломі та раз у комбінації.

## Результати чемпіонатів світу
| Рік  | Вік | Слалом | Комбінація | Командні |
| ---- | --- | ------ | ---------- | -------- |
| 2001 | 21  | 25     |            |          |
| 2007 | 27  | 14     |            |          |
| 2009 | 29  | 2      | 2          |          |
| 2015 | 35  | 22     |            |          |
| 2017 | 37  | DNF    |            | 1        |

## Результати Олімпійських ігор
| Рік  | Вік | Слалом | Комбінація |
| ---- | --- | ------ | ---------- |
| 2010 | 30  | 9      | 18         |
| 2014 | 34  | 15     | –          |